# نادي الرياضي بيروت
نادي الرياضي بيروت هو نادي رياضي لبناني تأسس سنة 1934 في منطقة المنارة في بيروت. يستحوذ النادي على عدد قياسي من ألقاب الدوري اللبناني لكرة السلة وهو 32 بطولة، إضافة إلى بطولة آسيا للأندية ثلاث مرات ، وخمسة بطولات عربية، والعديد من الألقاب والدورات الأخرى كدورة حسام الدين الحريري السنوية ودورة دبي الدولية السنوية.
اشتهر النادي بأكاديمية مميزة للفرق العمرية والتي تعتبر الأكاديمية الأنجح على مستوى لبنان والوطن العربي، فقد قدمت مجموعة مميزة من أبرز لاعبين كرة السلة في لبنان في الماضي مثل فادي الخطيب والحاضر كوائل عرقجي وأمير سعود ويوسف خياط وسرجيو درويش. يخوض الرياضي إضافة إلى كرة السلة ألعاب أخرى ككرة الطاولة والألعاب القتالية.

## الألقاب والإنجازات
دوري كرة السلة اللبناني
- البطل (32): 1950, 1951, 1952, 1953, 1954, 1956, 1957, 1958, 1959, 1960, 1968, 1971, 1973, 1993, 1995, 1997, 2005, 2006, 2007, 2008, 2009, 2010, 2011, 2014, 2015, 2016, 2017, 2019, 2021, 2023, 2024, 2025

كأس لبنان لكرة السلة
- البطل (4): 2006, 2007, 2008, 2019

كأس السوبر اللبناني لكرة السلة
- البطل (2): 2012، 2019.

بطولة أندية آسيا لكرة السلة
- البطل (3): 2011، 2017[1]، 2024.[2]

بطولة غرب آسيا للإندية لكرة السلة
- البطل (4): 1998, 2008, 2011, 2017

دوري السوبر لغربي آسيا لكرة السلة- منطقة غرب اسيا
- البطل (2): 2022-23,2023-2024[1]

بطولة الأندية العربية لكرة السلة
- البطل (5): 2005، 2006، 2007، 2009، 2010.[1]

بطولة دبي الدولية لكرة السلة
- البطل (9): 2005، 2006، 2008، 2009، 2013، 2015، 2019، 2023، 2024.[1]

دورة حسام الدين الحريري لكرة السلة
- البطل (18): 1993, 1995, 1999, 2001, 2002 2004, 2005, 2006 2007, 2008، 2011، 2012، 2013، 2014، 2015، 2017، 2018، 2019.[1]

بطولة الثاني من ديسمبر الدولية لكرة السلة
- البطل (1): 2011.[1]

كأس الملك عبد الله الثاني لكرة السلة
- البطل (1): 2006.[1]